# Eugoa arida
Eugoa arida là một loài bướm đêm thuộc phân họ Arctiinae, họ Erebidae.